# 花蓮縣鄉道
花蓮縣鄉道在1961年始有編制存在，路網系統於1983年之後就沒變動，直至2019年才有較大調整，共計90條。全縣各鄉鎮內均有鄉道分佈，路網分佈以花蓮市、吉安鄉與新城鄉之人口稠密區最為密集，花東縱谷平原次之。另有兩條鄉道花46線及花64線橫貫海岸山脈（另有花38-1線，惟已解編），立霧溪口亦有為數較少的鄉道路線。